# Hispano-Suiza 9V
Les Hispano-Suiza 9Q et Hispano-Suiza 9V étaient des moteurs aéronautiques à pistons refroidis par air, à 9 cylindres en simple étoile, produits de 1929 à 1939 par le motoriste français Hispano-Suiza sous licence respectivement des Wright Whirlwind et Wright Cyclone. Leur succès fut médiocre et ils équipèrent un nombre restreint d'appareils, pour l'essentiel français. 

## Conception initiale
Durant la Grande Guerre, les moteurs Hispano-Suiza avaient été fabriqués sous licence aux USA par la firme Wright. Par la suite, le motoriste américain évolua vers les moteurs à refroidissement par air, et conçut le fameux Whirlwind qui permit à Charles Lindbergh de réaliser en Mai 1927 son célèbre raid New-York Paris.
Quelques mois plus tard, la Société Hispano-Suiza qui avait décidé de diversifier sa production, annonça qu'elle allait produire les moteurs Wright dont elle avait acquis la licence pour la France et les principaux pays d'Europe occidentale. 
En 1930, Hispano-Suiza faisait homologuer la version francisée du Wright Whirlwind R-975, produite dans l'usine de Bois-Colombes et qui fut baptisée Hispano-Suiza 9Q. En 1932,  c'est une version du Wright Cyclone R-1820 qui fut homologuée sous le nom de Hispano-Suiza 9V.
Le Whirlwind R-975 était un moteur de puissance modeste,  dont le développement cessa aux USA en 1934. Par contre, le Cyclone R-1820 était promis à un bel avenir, puisqu'il allait équiper les Curtiss H-75 (P36) et Boeing B17, toutefois dans des évolutions largement perfectionnées dont Hispano ne profita jamais. 

## Premières versions
Les 9Q et 9V ne reçurent jamais chez Hispano-Suiza de numéro interne d'étude, preuve qu'il s'agissait bien de moteurs produits sous licence et simplement "francisés" par passage de toute la visserie et boulonnerie aux normes métriques, et adaptation d'accessoires nationaux (carburateur, pompes à essence, magnétos, génératrice, etc.). Toutefois,  Marc Birkigt  tint à faire profiter ces nouvelles productions d'un perfectionnement qu'il venait de mettre au point avec ses moteurs à refroidissement liquide, la nitruration des cylindres. Ce procédé de traitement thermique assurait une grande endurance aux parois et réduisait sensiblement la consommation d'huile. Les moteurs américains d'origine finirent d'ailleurs par adopter ce perfectionnement dont ils étaient initialement privés.
En 1933, les moteurs à air homologués étaient les suivants : 
- 9Qa : alésage x course de 127 × 140 mm, pour une cylindrée totale de 15,960 l. Compression de 5,1 : 1, donne 230 ch à 1 800 tr/min au décollage.  Hélice en prise directe, pas de compresseur mais une turbine tournant à faible vitesse et destinée à homogénéiser l'admission.

- 9Qb : comme le précédent, mais homologué en 1931 à 250 ch à 2 000 tr/min au décollage.

- 9Qc : comme les précédents, mais homologué en 1931 à 300 ch à 2 200 tr/min au décollage grâce à un taux de compression porté à 6 : 1.

- 9Qdr : comme le 9Qc, mais pourvu d'un réducteur d'hélice de rapport 0,615. Homologué en 1932 à 350 ch à 2 200 tr/min au décollage.

- 9V : alésage x course de 155,6 × 174,7 mm, pour une cylindrée totale de 29,880 l. Compression de 5,3 : 1, donne 650 ch à 1 900 tr/min au décollage.  Comme pour le 9Qa, hélice en prise directe, pas de compresseur mais une turbine tournant à faible vitesse et destinée à homogénéiser l'admission.

- 9Vr : comme le précédent, mais muni d'un réducteur d'hélice de rapport 0,629. Mêmes performances. Homologué comme le précédent en 1932.

## Développement ultérieur
La série 9Q, qui fut aussi déclinée en un 5Q à 5 cylindres, n'eut guère de succès commercial et sa production fut arrêtée en 1936.
La série 9V, à peine mieux vendue, continua à être développée, essentiellement en des versions basse altitude, ce qui montre qu'Hispano-Suiza visait le marché civil pour ces séries, qui s’illustrèrent en effet pour la plupart sur des trimoteurs commerciaux. Pour ce qui est des performances, la gamme culmina avec le 9Vbrs, pourvu d'un réducteur d'hélice et d'un compresseur tournant à 8,31 fois le régime du moteur (contre 5,95 fois pour les autres modèles). Il donnait 710 ch au décollage en surpression (950 mmHg) et 720 ch à 2 550 m.
Un ultime développement de la série 9V fut représenté par les 9V16/17 (deux modèles identiques mais tournant en sens inverse) , dont les modifications visaient surtout à les fiabiliser :  augmentation des surfaces d'ailettages, déplacement des clapets de démarrage sur les culasses, amélioration de la lubrification de la distribution, enfin renforcement de l'embiellage et des paliers).  Cette version donnait 710 ch au décollage en surpression (870 mmHg), et 670 ch à 500 m. 
Une version connue sous le nom de 9V16/17 Air France recevait un carburateur à buses réduites, ce qui abaissait la consommation et supprimait les contraintes de régulation de la pression d'admission.

## Une série malheureuse
Les moteurs 9V étaient encore en production en 1939, mais furent abandonnés au début de la guerre. Il est évident qu'ils n'auraient jamais pu atteindre le potentiel du Cyclone d'origine, qui donnait déjà 1 000 ch à la même période.
Rétrospectivement, il apparait que l'incursion d'Hispano-Suiza dans le domaine des moteurs à refroidissement à air fut particulièrement malheureuse. Visiblement, leur technologie n'était pas dans la culture de la maison, et la fiabilité des 9Q et 9V s'en ressentit. En outre, la tentative d'en extrapoler des versions à 14 cylindres, les Hispano-Suiza 14AA et Hispano-Suiza 14AB, fut quant à elle franchement catastrophique et plomba la mise au point de nombreux prototypes français entre 1936 et 1938  - pendant qu'elle empêchait le motoriste de se concentrer sur le développement des 12 cylindres en V qui avaient fait sa réputation.

## Description

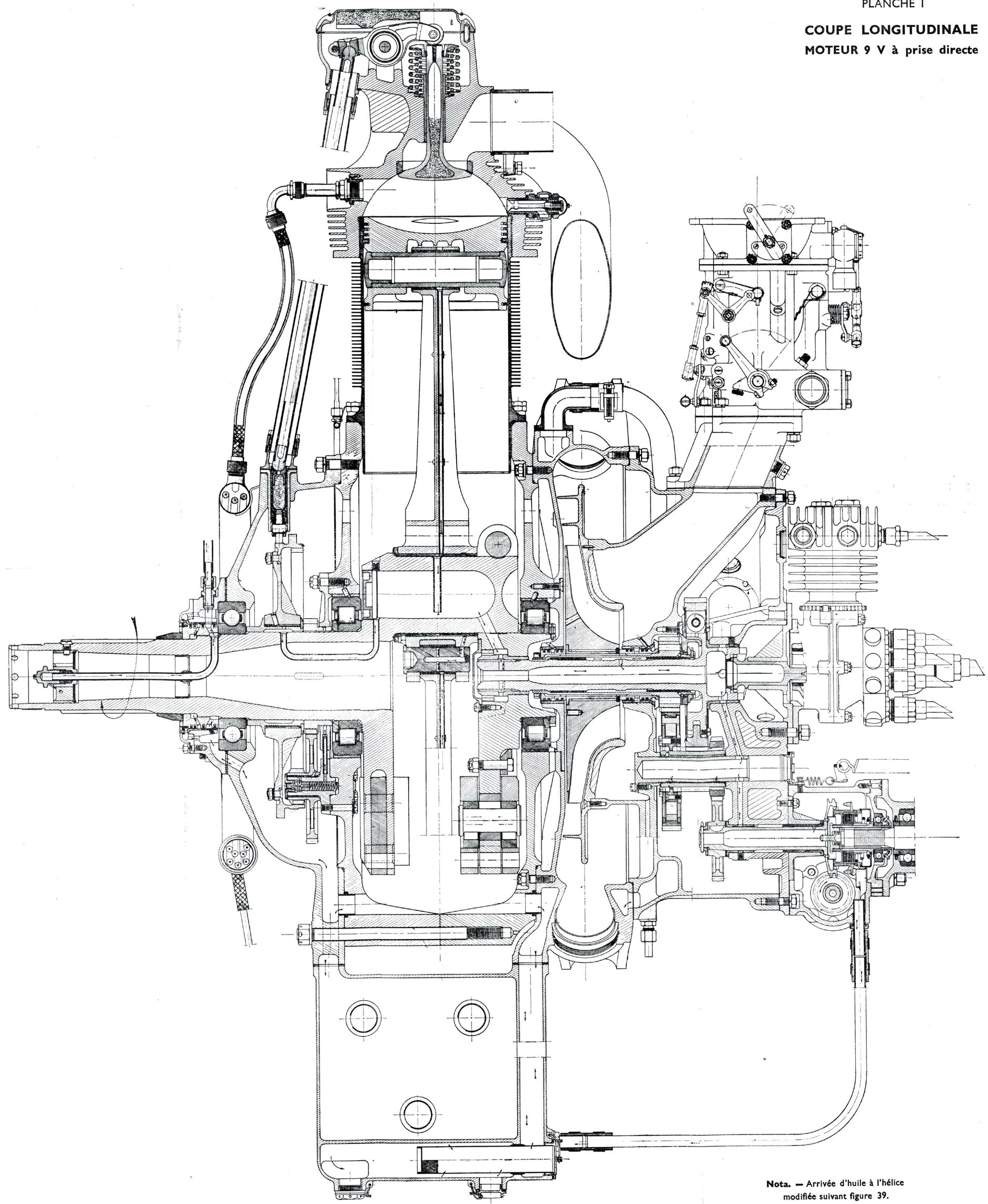
Coupe du moteur Hispano-Suiza 9Vb (manuel constructeur)

(La description s'applique plus précisément au 9V, mais le 9Q est similaire dans sa technologie. La principale différence se situe au niveau de la distribution, qui est à l’arrière sur le 9Q, dégageant entièrement la face avant des cylindres).
D'une cylindrée de 29 880 cm3, le 9V est construit autour d’un carter central en duralumin en deux pièces, assemblées suivant le plan des cylindres. Ce carter central est fermé à l’avant par le carter de distribution, à l’arrière par celui du compresseur. Aux deux extrémités, des couvercles intègrent l'arbre porte-hélice ou sur certains modèles le réducteur, et à l'arrière les entraînements d'accessoires (magnétos, pompes à huile et à essence, génératrice, pompe à vide) et prises de mouvements.
Le vilebrequin en acier au nickel-chrome est en deux parties assemblées par un boulon de serrage. Il tourne sur trois roulements, un à billes et deux à rouleaux. La bielle maitresse monobloc est pourvue de paliers lisses, et porte les 8 biellettes. Elle est pourvue d’un palier lisse avec coussinet au bronze au plomb. Les contrepoids d'équilibrage en laiton estampé sont fixés par rivetage, mais les ultimes versions du moteur (9V16/17) ont reçu un équilibrage dynamique en transformant le contrepoids arrière en pendule bifilaire  (brevets Sarazin).
L'extrémité avant du vilebrequin communique à l'air libre et constitue le reniflard.
Les cylindres sont composés d’un fût acier, pourvu d’ailettes usinées dans la masse. Après usinage, la paroi interne est nitrurée. Les culasses, en alliage léger coulé en coquille, sont vissées à chaud sur les fûts. Le tout est fixé sur le carter principal au moyen de 12 goujons et écrous. 
Les culasses forment une chambre de combustion hémisphérique, et reçoivent une soupape d’admission et une d’échappement, cette dernière remplie de sodium pour le refroidissement. L'angle des soupapes est très ouvert (près de 90°), ce qui trahit la conception ancienne du moteur d'origine.  On trouve également sur les culasses les équipements classiques pour les moteurs français des années 30 : double allumage par bougies opposées, et clapets de démarrage. Leur emplacement, qui semble avoir posé des problèmes de dilatation et fissuration, a évolué au fil des versions.
La distribution du 9V fait appel à un plateau à cames unique, classiquement pourvu de 4 bossettes d'admission et 4 bossettes d'échappement, tournant en sens inverse du vilebrequin au 1/8 de sa vitesse.
Les pistons en alliage RR59 forgé et entièrement usinés, portent 5 segments ; leur fond plat ou concave suivant les versions procure un taux de compression de 5,7 : 1 ou 6,4 : 1, compatible avec les essences en usage au milieu des années 30 (indice d'octane de l'ordre de 85).
Le circuit de lubrification repose classiquement sur une pompe de pression et une de vidange, toutes deux à engrenages. Le circuit, qui débite 400 l/h sous une pression de 3,5 kg/cm2, traverse le vilebrequin et intéresse l’embiellage, l’entraînement de la distribution et le plateau à cames, et le réducteur. À l’arrière du moteur, l’huile sous pression parvient également au compresseur et son train multiplicateur, ainsi qu’aux différents pignons d’entraînement des magnétos, génératrice et pompes à essence. Dans les ultimes versions, les parties hautes de la distribution sont également lubrifiées sous pression. La bielle maîtresse et les biellettes portent des tubulures de cuivre, qui assurent la lubrification des axes de piston et le refroidissement de leur fond.
La transmission du mouvement à l’hélice se fait de différentes façons suivant les versions ; certains modèles sont en prise directe, d'autres équipés de réducteurs type Farman à satellites coniques, de rapport 0,629.
À l’arrière du moteur, le compresseur est entraîné par un jeu d’engrenages multiplicateurs incluant embrayage centrifuge et « pignon élastique » pour préserver le rotor des à-coups de fonctionnement.  Le rouet à admission tangentielle, d'un diamètre de 295 mm tourne à 5,95 ou 8,31 fois la vitesse du moteur suivant les variantes. La pression nominale d’admission s'établissait, suivant les versions, de 745 mmHg à 950 mm. Toutefois, dans la majorité des versions, le « compresseur », dénommé « brasseur » par le motoriste,  n’assurait que la répartition de gaz entre les cylindres, procurant une altitude de rétablissement extrêmement faible, de l’ordre de 450 à 500 m.

## Applications
- Breguet 392T : 3 x 9Qdr
- Farman F.193 : 1 x 9Qa
- Dewoitine D.333 : 3 x 9Vb
- Dewoitine D.338 : 3 x 9V 16

## Caractéristiques
Caractéristiques générales
- Type : moteur à pistons à refroidissement par air - 9 cylindres en simple étoile
- Alésage : 155,6 mm
- Course : 174,6 mm
- Taux de compression : 6,4:1
- Cylindrée : 29,88 l
- Diamètre : 1,366 m
- Masse à sec : 448 kg

Composants
- Système de distribution : soupapes en tête actionnées par tiges et culbuteurs
- Compresseur : compresseur centrifuge à entraînement mécanique, un seul étage et une seule vitesse
- Système d'alimentation : carburateur inversé Solex-Hispano double-corps 70 FFIP
- Carburant : essence à 85 d'indice d'octane
- Système de refroidissement : par air

Performances
- Puissance développée (versions 9V16/17) :
  - 478 kW (650 ch, 641 bhp) à 1 900 tr/min lors du décollage
  - 522 kW (710 ch, 700 bhp) à 1 900 tr/min lors du décollage en surpression (870 mmHg)
  - 493 kW (670 ch, 661 bhp) à 1 900 tr/min à 500 m d'altitude
- BMEP : 151,3 psi
- Puissance spécifique : 17,50 kW/l
- Consommation spécifique : 328 g/(kW h)
- Consommation d'huile : 20 g/(kW h)
- Puissance massique : 1,16 kW/kg

## Exemplaires en état de vol

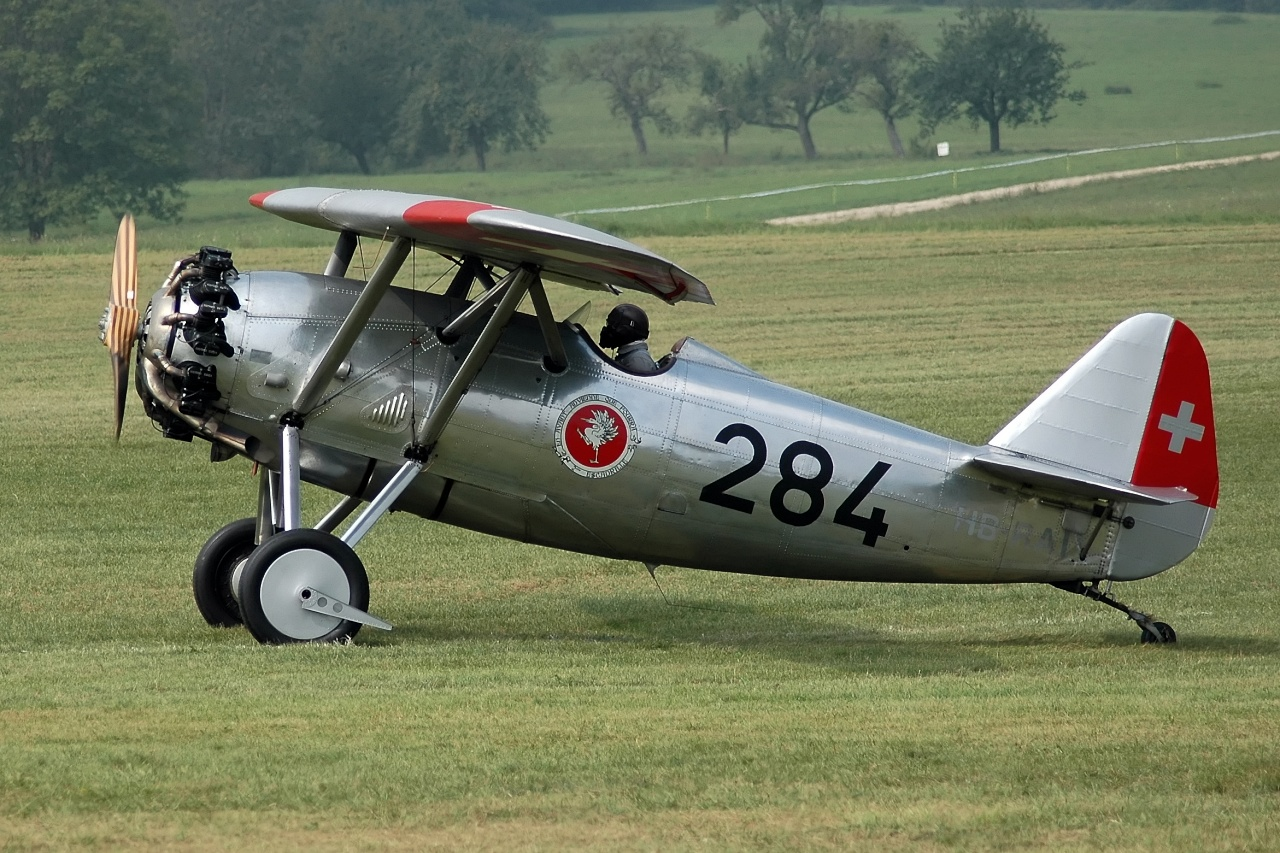
Le D-26 de l’AMPA, avec son moteur Hispano-Suiza 9Qa

L'association Hangar 31 basée à LSZG Grenchen possède le Dewoitine D26 avec l'immatriculation militaire 286 (HB-RAG), ce D26 est présenté régulièrement en air-show. De 2015 à 2018, il volait ensemble avec le 284 sous le nom de "Patrouille Dewoitine - Swiss Air Force 1931". L’association AMPA (Association pour le Maintien du Patrimoine Aéronautique), basée à Lausanne, possède et fait voler le numéro 284 (HB-RAI). Les deux exemplaires ont été construits sous licence en 1931 aux Ateliers Fédéraux de Thoune (Thun), ils sont équipés d’un moteur Hispano-Suiza 9Qa de 320 ch.